# Allen & Unwin
George Allen & Unwin (Publishers), Ltd., antigament una de les principals editorials britàniques, actualment és una editorial i distribuïdora independent amb seu a Austràlia. Va ser fundada amb el nom de George Allen & Sons el 1871 i va esdevenir George Allen & Unwin el 1914, com a resultat de la compra d'una part majoritària de l'empresa per part de Sir Stanley Unwin. Els directors australians de l'empresa són avui en dia els únics propietaris de la marca d'ençà que la van comprar quan l'empresa mare, anomenada llavors Unwin Hyman, va ser adquirida per HarperCollins el 1990.
És coneguda principalment per ser l'editorial de l'escriptor J. R. R. Tolkien i de les seves novel·les El hòbbit i El Senyor dels Anells.